# Diaphus chrysorhynchus
Diaphus chrysorhynchus és una espècie de peix de la família dels mictòfids i de l'ordre dels mictofiformes.

## Depredadors
A les Illes Filipines és depredat per Stenella longirostris.

## Hàbitat
És un peix marí i d'aigües profundes que viu entre 213-587 m de fondària.

## Distribució geogràfica
Es troba a l'oceà Pacífic.